# Frederica Wilson
Frederica Patricia Smith Wilson más conocida como Frederica Wilson (n. Miami, Florida, Estados Unidos, 5 de noviembre de 1942) es una política y profesora estadounidense. Antes de entrar en el mundo de la política, ejercía la docencia y fue una pieza fundamental en sector de la educación pública en el Condado de Miami-Dade. Desde hace años pertenece al Partido Demócrata. Inició su carrera política en 1998 como Miembro de la Cámara de Representantes del Estado de Florida. Luego en el 2002 pasó a ser senadora estatal.
Posteriormente, en 2010 dio el salto a la política nacional, cuando logró ser elegida como Miembro de la Cámara de Representantes de los Estados Unidos, donde actualmente pertenece.

## Inicios y formación
Frederica Wilson nació el día 5 de noviembre del año 1942 en la ciudad de Miami (Florida). Tiene ascendencia afroamericana. Es hija de Beulah y Thirlee Smith.
Sus abuelos maternos eran de las Bahamas.
En 1963 obtuvo una licenciatura en Ciencias de la educación por la Universidad de Fisk en Nashville (Tennessee). Y en 1972 realizó una maestría por la Universidad de Miami.

## Trabajo en educación
Tras años trabajando como profesora, acabó siendo la directora de la escuela de primaria "Skyway Elementary School" de Miami.
Luego en 1992 dejó su puesto como directora para servir en la junta escolar del distrito de Escuelas Públicas del Condado de Miami-Dade (M-DCPS) y al mismo tiempo se encargó de fundar el proyecto "5000 Role Models of Excellence Project", que es un programa de prevención de la deserción escolar cuya misión es intervenir en las vidas de los niños y jóvenes en riesgo de exclusión social, a fin de poder proporcionarles alternativas que los alejen de una vida de crimen y violencia.

## Carrera política

### Política Estatal
Ella pertenece al Partido Demócrata de los Estados Unidos. 
Inició su carrera política en el año 1998 cuando fue elegida para representar al Distrito 104 en la Cámara de Representantes del Estado de Florida. 
Luego en el 2002 pasó a representar al Distrito 33 en el Senado Estatal.
Como senadora del estado se desempeñó en calidad de "Minority Leader Pro Tempore" en 2006 y más tarde como "Minority Whip".
Cabe destacar que ella fue una de las primeras personas en apoyar firmemente la exitosa Campaña presidencial de Barack Obama de 2008 y también le brindó un gran apoyo al Vicepresidente Joe Biden.

### Cámara de Representantes
Posteriormente en 2010 dejó el Senado del Estado para poder representar al 17.º distrito congresional de Florida en la Cámara de Representantes de los Estados Unidos, en sucesión del también demócrata Kendrick Meek.
Finalmente logró ese escaño como congresista tras ser elegida el 2 de noviembre de ese año y más tarde reelegida en las Elecciones de 2012, 2016 y 2018.
Durante esos años, en el 2013 sucedió a la republicana Sandy Adams como nueva representante del 24.º distrito congresional de Florida.
Como congresista está asignada a las siguientes comisiones, subcomisión y subcomité:
Comité de Asuntos Exteriores de la Cámara de Representantes de Estados Unidos; Subcomisión de Asuntos Exteriores de la Cámara de los Estados Unidos sobre Asia, el Pacífico y la No Proliferación; Comité de la Cámara de los Estados Unidos sobre Ciencia, Espacio y Tecnología; Subcomisión de Ciencia de la Cámara de los Estados Unidos sobre Espacio y Aeronáutica; y Subcomité de Ciencia de la Cámara de los Estados Unidos sobre Tecnología.
También pertenece a los siguientes Caucus: "Congressional Black Caucus" (CBC); "Congressional Arts Caucus"; "Congressional NextGen 9-1-1 Caucus"; y "Congressional Progressive Caucus" (CPC).
Actualmente está considerada como una de las candidatas más potenciales en las Primarias presidenciales del Partido Demócrata de 2020 para las Elecciones presidenciales de Estados Unidos de 2020.

## Vida privada
Frederica contrajo matrimonio con Paul Wilson en el año 1963, pero su marido falleció en 1988.
Ambos tuvieron tres hijos.
Ella es conocida por portar siempre curiosos sombreros grandes y coloridos, de los cuales posee una gran colección de cientos de sombreros de diferentes variedades. De hecho en su día durante el mandato del expresidente de la cámara John Boehner, trató de lograr que el Congreso levantase la resolución de 1837, en la cual se  regula que los congresistas tiene la prohibición de cubrirse la cabeza durante las sesiones parlamentarias en la Cámara de Representantes ("United States House of Representatives ban on head covering").